# Кук, Александр Иванович
Александр Иванович Кук (эст. Aleksander Kukk; 7 января 1886 – 31 мая 1932) — командарм Рабоче-крестьянской Красной Армии, участник Первой мировой и Гражданской войн,

## Биография
Александр Кук (встречается также написание Кукк) родился в местечке Куристе Везенбергского уезда Эстляндской губернии Российской империи в крестьянской семье. Получил сначала домашнее образование, в 1904 окончил Тартуское городское училище. В службу вступил рядовым на правах вольноопределяющегося 2-го разряда.
В 1906 поступил и в 1909 окончил Санкт-Петербургское пехотное юнкерское училище по первому разряду, после чего служил командиром роты, пулемётной команды 1-го Восточно-Сибирского пехотного полка. Подпоручик с 1909, поручик с 1912. Начало Первой мировой войны встретил на учёбе в Николаевской военной академии, в связи с объявлением мобилизации и прекращением занятий был откомандирован в свой полк.  Так как окончил полный курс двух классов академии и переведён в дополнительный класс с правом на учёный знак с причислением к корпусу офицеров Генштаба приказом военного ведомства от 1916 года был причислен к офицерам Генерального штаба. С 31 декабря 1915 полковой адъютант, с 11 января 1916 – начальник команды связи. Штабс-капитан с февраля 1916. Обер-офицер для поручений при штабе 4-го армейского корпуса с 22 февраля 1916. Временно исполнял должность штаб-офицера для поручений при штабе 4-го армейского корпуса. В 1917 году ускоренным курсом окончил Военную академию, после чего 29 мая 1917 был направлен в распоряжение штаба Румынского фронта. С 10 июня – адъютант штаба 30-й пехотной дивизии, с 13 сентября исполнял обязанности начальника штаба 30-й пехотной дивизии.
В марте 1918 года добровольно пошёл на службу в РККА. С 27 марта 1918 начальник разведывательного отделения Военного совета Смоленского оборонительного района, член и председатель (в сентябре 1918) Советско-германской пограничной комиссии, образованной на основании Брест-Литовского мирного договора. 27 июня 1918 переведён в Генштаб приказом Всероглавштаба. Служил по линии военной разведки. С сентября 1918 – начальник разведывательного отделения штаба Западной армии.
12 марта – 4 июня 1919 – начальник оперативного отдела штаба Эстляндской армии; в июне-июле – начальник штаба Южной группы войск 7-й армии; 7–23 сентября начальник оперативного отделения штаба 15-й армии; 18–31 августа – временно исполнял должность начальник штаба 15-й армии, 26 сентября 1919 – 24 сентября 1920 начальник штаба 15-й армии; 15–22 октября 1919 – командарм. 16–18 сентября 1919 в качестве военного советника советской делегации участвовал в переговорах о перемирии между РСФСР и Эстонией в Пскове. Участвовал в боях за Лугу, Волосово, Гдов, Ямбург против войск генерала Н. Н. Юденича. Был включён в списки Генштаба РККА от 15 июля 1919 и 7 августа 1920.
Приказом Реввоенсовета Республики от 19 декабря 1919 года был награждён орденом Красного Знамени РСФСР.
«За то, что во время операции против армии Юденича нередко заменял командарма, как его ближайший помощник, и в отсутствие командарма руководил на передовых позициях войсками армии, чем в высокой мере способствовал успеху операций».Приказ Р.В.С.Р. 12 декабря 1919 г. №342
Командующий 16-й армией (26 сентября 1920 – 24 апреля 1921), воевал против войск С. Н. Булак-Балаховича. С 21 мая 1921 помощник начальника Разведывательного управления штаба РККА Я. К. Берзина (до августа 1923). Создал информационно-статистический отдел советской военной разведки и подготовил одну из первых рабочих инструкций советской военной разведки «Канва агентурной разведки», в которой указал на два основных момента следующей деятельности советской военной разведки: "1) Агентская разведка не делает различия между военным и мирным временем и 2) К важнейшим политическим задачам разведки относится оказание целенаправленного воздействия на население враждебной страны – посредством печати, пропаганды, распространения слухов, распространения определенных целенаправленных идей. и взглядов, которые подрывают веру в правительство этой страны». Одновременно с 15 сентября 1922 начальник военного управления Военной Академии РККА.
С августа 1923 по апрель 1924 начальник штаба Западного фронта, затем, до декабря 1926 – Западного ВО. С декабря 1926 по январь 1928 помощник командующего войсками Ленинградского ВО. С февраля 1928 по март 1930 комендант Карельского укрепрайона.
Член ВКП(б) с 1930. Состоял для особо важных поручений при РВС СССР (март 1930 – февраль 1931). В феврале 1931 года направлен военным атташе при полномочном представительстве СССР в Японии.
Скончался 31 мая 1932 года, находясь на лечении в Ялте. Был похоронен в колумбарии московского Донского крематория. В 1960-е годы по ходатайству властей Эстонской ССР урну с его прахом перезахоронили в колумбарии Новодевичьего кладбища.